# Laura Geurts
Laura Geurts (Nijmegen, 9 augustus 1990) is een Nederlands voormalig voetballer die onder meer uitkwam voor RKHVV en FC Twente. In 2012 moest ze stoppen met voetbal als gevolg van een blessure, namelijk een tweemaal gescheurde kruisband in haar linkerknie.

## Carrière

### Jeugd
Geurts begon haar voetbalcarrière bij het Nijmeegse SCH, waar ze van 1998 tot 2000 speelde. Daarna maakte ze de overstap naar SV Blauw Wit, eveneens uit Nijmegen. In 2003 kwam ze bij RKHVV uit Huissen terecht op de meidenvoetbalschool. Ze speelde daar drie jaar voor ze doorbrak in het eerste elftal.

### RKHVV
Geurts begon in seizoen 2005/06 bij RKHVV, toen de club nog uitkwam in de hoofdklasse, wat op dat moment het hoogste niveau voor vrouwenvoetbal in Nederland was. In het seizoen 2006/07 kon degradatie niet worden voorkomen. In seizoen 2007/08 komt Geurts met de club uit in de Eerste Klasse C. De aanvaller kende persoonlijk een goed seizoen en wist zelfs algeheel topscorer van de eerste klassen te worden. Ook wordt ze kampioen met haar elftal.

### FC Twente
Haar goede prestaties bleven in het oosten van het land niet onopgemerkt en FC Twente, die haar het jaar daarvoor ook al aan de selectie wilden toevoegen, bood haar opnieuw een contract aan. Geurts had eerder nog haar twijfels of ze er wel klaar voor was en ook de afstand zag ze nog niet zitten. Vanaf seizoen 2008/09 zal ze uitkomen in de Eredivisie met de Tukkers. Ze wordt daar herenigd met trainster Mary Kok-Willemsen en assistent-trainer Stefan Hoogsteder, met wie ze beide al werkte op de voetbalschool van RKHVV, die door Kok-Willemsen zelf is opgezet. Na één jaar en slechts acht wedstrijden verliet ze Twente alweer. Vanaf seizoen 2009/10 zal ze voor haar oude club RKHVV gaan spelen.

## Erelijst

### In clubverband
- Kampioen Eerste Klasse C: 2008 (RKHVV)

### Individueel
- Topscorer Eerste Klasse C: 2007/08
- Algeheel topscorer Eerste Klassen: 2007/08

## Statistieken
| Club             | Seizoen          | Competitie | Competitie | Beker  | Beker | Overig | Overig | Totaal | Totaal |
| Club             | Seizoen          | Wedstr     | Goals      | Wedstr | Goals | Wedstr | Goals  | Wedstr | Goals  |
| ---------------- | ---------------- | ---------- | ---------- | ------ | ----- | ------ | ------ | ------ | ------ |
| FC Twente        | 2008-09          | 7          | 2          | 1      | 1     | 0      | 0      | 8      | 3      |
| Carrière totalen | Carrière totalen | 7          | 2          | 1      | 1     | 0      | 0      | 8      | 3      |